# Кельтемашат
Кельтемашат (каз. Келтемашат) — село в Тюлькубасском районе Туркестанской области Казахстана. Административный центр Кельтемашатского сельского округа. Код КАТО — 516047100.

## Население
В 1999 году население села составляло 603 человека (308 мужчин и 295 женщин). По данным переписи 2009 года, в селе проживало 555 человек (284 мужчины и 271 женщина).